# Jean-Charles Alphand
Jean-Charles-Adolphe Alphand (Grenoble, 26 de Outubro de 1817 - Paris, 6 de Dezembro de 1891), foi um engenheiro de pontes e pavimentos conhecido pelo seu trabalho de embelezar Paris.

## Biografia
Após iniciar os seus estudos em Grenoble, Alphand instala-se em Paris para estudar no liceu Carlos Magno. Depois entra na Escola Politécnica, e na Escola Nacional de pontes e pavimentação.
Sob Napoleão III, ele participa na renovação de Paris, dirigida pelo barão Haussmann entre 1852 e 1870, juntamente com Eugène Belgrand e Jean-Pierre Barillet-Deschamps.
Jean-Charles Alphand renovou nomeadamente:
- a praça do Templo,
- a avenida do Observatório de Paris,
- os jardins dos Campos-Elísios,
- o parque Monceau,
- o boulevard Richard-Lenoir,
- o Bosque de Vincennes,
- o parque Montsouris,
- o Bois de Boulogne,
- o parque de Buttes-Chaumont,
- a praça de Batignolles,
- a praça Santiago do Chile.

Após a saída de Haussman, o seu sucessor Léon Say confia a Alphand a direção dos trabalhos. Alphand segue a obra de Haussman. Chega mesmo a dirigir o serviço das Águas após a morte de Belgrand em 1878.
1. ↑  15299146t «Jean-Charles Alphand» Verifique valor |url= (ajuda). BNF (em inglês). Consultado em 28 de novembro de 2021